# Podjelje
Podjelje – wieś w Słowenii, w gminie Bohinj. W 2018 roku liczyła 79 mieszkańców.